# Sébastien Gattuso
Sébastien Gattuso (ur. 28 czerwca 1971 w Mentonie we Francji) – monakijski sportowiec, lekkoatleta i bobsleista, uczestnik zimowych i letnich igrzysk olimpijskich.
Jako lekkoatleta specjalizował się w biegach krótkich. Startował w biegu na 100 metrów na mistrzostwach Europy w 2002 w Monachium, mistrzostwach świata w 2003 w Paryżu, igrzyskach olimpijskich w 2004 w Atenach, mistrzostwach świata w 2007 w Osace i igrzyskach olimpijskich w 2008 w Pekinie, za każdym razem odpadając w eliminacjach. Podobny rezultat osiągnął w biegu na 60 metrów na halowych mistrzostwach świata w 2004 w Budapeszcie, halowych mistrzostwach Europy w 2007 w Birmingham, halowych mistrzostwach świata w 2008 w Walencji i halowych mistrzostwach Europy w 2009 w Turynie. Z powodzeniem startuje w rywalizacji weteranów.
W 2006 odbywał karę półrocznej dyskwalifikacji za doping (finasteryd).
Jest rekordzistą Monako (maj 2021) w biegu na 100 metrów (10,53 s, 12 lipca 2008, Dijon) i biegu na 200 metrów (21,89 s, 5 czerwca 2003, Marsa), a także w biegu na 60 metrów w hali (6,94 s, 7 marca 2008, Walencja).
Jako bobsleista brał udział w igrzyskach olimpijskich w 2002 w Salt Lake City w konkurencji dwójek (22. miejsce) i czwórek (28. miejsce), w igrzyskach olimpijskich w 2010 w Vancouver w dwójkach (19. miejsce) oraz w igrzyskach olimpijskich w 2014 w Soczi również w dwójkach (20. miejsce). Najlepszy wynik osiągnął na mistrzostwach świata w 2004 w Königssee, gdzie w konkurencji dwójek zajął 4. miejsce (partnerem Gattuso był Patrice Servelle).